# Pucnjava u Ulici 101 California
Pucnjava u Ulici 101 California (poznatija pod eng. nazivom "101 California Street shotings") je naziv za masovnu pucnjavu i pokolj koji se dogodio 1. srpnja 1993. u San Franciscu, Kalifornija, SAD. Taj pokolj rezultirao je smrću devetero ljudi (uključujući i ubojicu) te ranjavanjem još šestero ljudi. Ovaj nemili događaj izazvao je donošenje pravnih i zakonodavnih akata o oružju te donošenjem Federalne zabrane automatskog oružja (AWB) 1994. godine, te još nizom zakona kojima je glavno oružje kojime je napravljen pokolj - TEC-9, zabranjeno.

## Početak
U 14:57 po američkom vremenu, 1. srpnja 1993. 55-godišnji biznismen Luigi Ferri ušao je u poslovnu zgradu u ulici 101 California Street u San Franciscu te liftom otišao do 34. kata zgrade do odvjetničkog ureda tvrtke "Pettit and Martin". Ferri je klijent te tvrtke bio već 10 godina.
Izlaskom iz lifta, Ferri je na glavu stavio štitnike za uši kako bi zaštitio sluh prilikom pucnjave te započeo paljbu naoružan s dva TEC-9 automatska pištolja te revolverom Colt .45. Nakon toga preselio se na kat niže preko unutarnjeg stubišta. Pokolj je nastavljen na nekoliko etaža prije nego što je Ferri ustrijelio samog sebe. Epilog cijelog pokolja: 8 mrtvih i 6 ranjenih.
Razlog pucnjave nikada nije u potpunosti objašnjen, no iza sebe je Ferri ostavio pismo u kojemu je naveo dugačak niz pritužbi.

## Žrtve
Pomahnitali Luigi Ferri ubio je osam ljudi:
- Allen J. Berk (52) bio je partner u pravnom uredu "Pettit and Martin" te je bio ugledan unutar pravne zajednice u San Franciscu. Akademski se obrazovao na sveučilištima City University u New Yorku i na Geoge Washington Univerity. Berk je imao iskustva o Zakonu o radu te je bio predstavnik brojnik poslovnik grupacija.
- Jack Berman (36) bio je partner s tvrtkom "Bronson, Bronson" te je na dan pucnjave bio u posjetu uredu "Pettit and Martin". Bio je predstavnik američko - židovskog Kongresa te je bio poznat po svome radu na specijalizaciji iz radnog prava. Berman (rođen 1957., Moosup, Connecticut) studirao je na sveučilištima Brown University i Boston University School of Law. Bio je suosnivač "porezne pomoći" - organizacije koja daje besplatne pravne savjete o porezu na dohodak i "prijelaznog stambenog fonda" - programa za pomoć osobama bez krova nad glavom u pronalaženju stanovanja. U čast Bermanu za doprinose pravnoj struci, stanovnici Bay Aree dodjeljuju godišnju nagradu uspješnim mladim pravnicima, te ta nagrada nosi Bermanovo ime.
- Donald Merrill (48) bio je zaposlenik tvrtke "Trust Company West", koja je imala urede u ulici 101 California Street. Radio je kao konzultatnt o energiji u industriji te je radio na radu vezanom uz nezavisne energetske projekte.
- Shirley Mooser (64) bio je tajnik tvrtke "Trust Company West".
- Deborah Fogel (33) bio je sekretar za pravni zakon tvrtke "Davis Wright Tremaine" koja je također imala urede u nesretnoj ulici 101 California Street.
- Jody Jones Sposato (30) bila je mlada majka.
- David Sutcliffe (30) bio je student prava na University of Colorado te je u tvrtci "Pettit and Martin" bio na stručnoj praksi tokom ljeta.
- John Scully (28) bio je pravnik tvrtke "Pettit and Martin" koji prema izvještajima iz vijesti preminuo štiteći suprugu. Tim hrabrim potezom spasio je supruzi život, dok je ona preživjela napad. Studirao je na sveučilištima Gonzaga University te University of San Francisco.

Šestero ranjenih ljudi:
- Vicky Smith (41).
- Sharon Jones O'Roke.
- Michelle Scully (27).
- Brian F. Berger (39).
- Deanna Eaves (33).
- Charles Ross (42).

## Reakcije
Pokolj je potaknuo čvršću inicijativu o kontroli oružja te je zbog njega doneseno mnogo pravnih i zakonodavnih akata o oružju. Nedugo nakon incidenta, američki predsjednik Bill Clinton potpisao "Zakon o sprječavanju nasilja", također poznat kao "Brady Bill". Taj zakon je bio preteča "Federalnoj zabrani automatskog oružja" (AWB) iz 1994. godine, te još nizu zakona kojima je glavno oružje kojime je napravljen pokolj - TEC-9, zabranjeno.
Taj zakon vrijedio je do 2004. kada je korištenome oružju istekla zabrana. Taj zakon imao je velikog utjecaja u Kaliforniji gdje su "Zakoni o oružju" mnogo strži.
Država je također ukinula zakon kojim je proizvođaču spomenutog oružja (Intratec) dan imunitet protiv tužbe, jer su rođaci ubijenih i ranjenih odlučili sudski tužiti tvrtku koja je proizvela oružje kojime se pomahnitali ubojica Ferri služio.
Međutim, 2001. Vrhovni sud u Kaliforniji donio je odluku kojom tvrtka Intratec nije odgovorna za napad.
Također, ovaj pokolj potaknuo je osnivanje organizacije "Jack Berman Advocacy Center" koja nastoji lobirati na veću kontrolu oružja i smanjenje nasilja.

## Vidjeti još
- TEC-9